# Henry Drysdale Dakin
Henry Drysdale Dakin, född 12 mars 1880 i London, England, död 1952 i Scarsdale, New York, USA, var en brittisk fysiologisk kemist. Han blev medicine doktor 1907 och var föreståndare för Hertalaboratoriet i New York 1905–1920. Han har lämnat viktiga bidrag till kännedomen om cellernas ämnesomsättning och de därvid verksamma enzymerna, känd som Dakins lösning.

## Biografi
Dakin var det yngsta av 8 barn i en stålhandlarfamilj från Leeds. Som skolpojke gjorde han vattenanalyser för Leeds City Analyst. Han studerade kemi vid University of Leeds under handledning av Julius B. Cohen och arbetade sedan under Albrecht Kossel med arginase vid universitetet i Heidelberg. Han började på Columbia University 1905 och arbetade i Christian Herters laboratorium. Under sitt arbete med aminosyror disputerade han vid Leeds universitet. År 1905 var han en av de första forskarna som lyckat syntetiserade adrenalin i laboratoriet.

## Vetenskapligt arbete

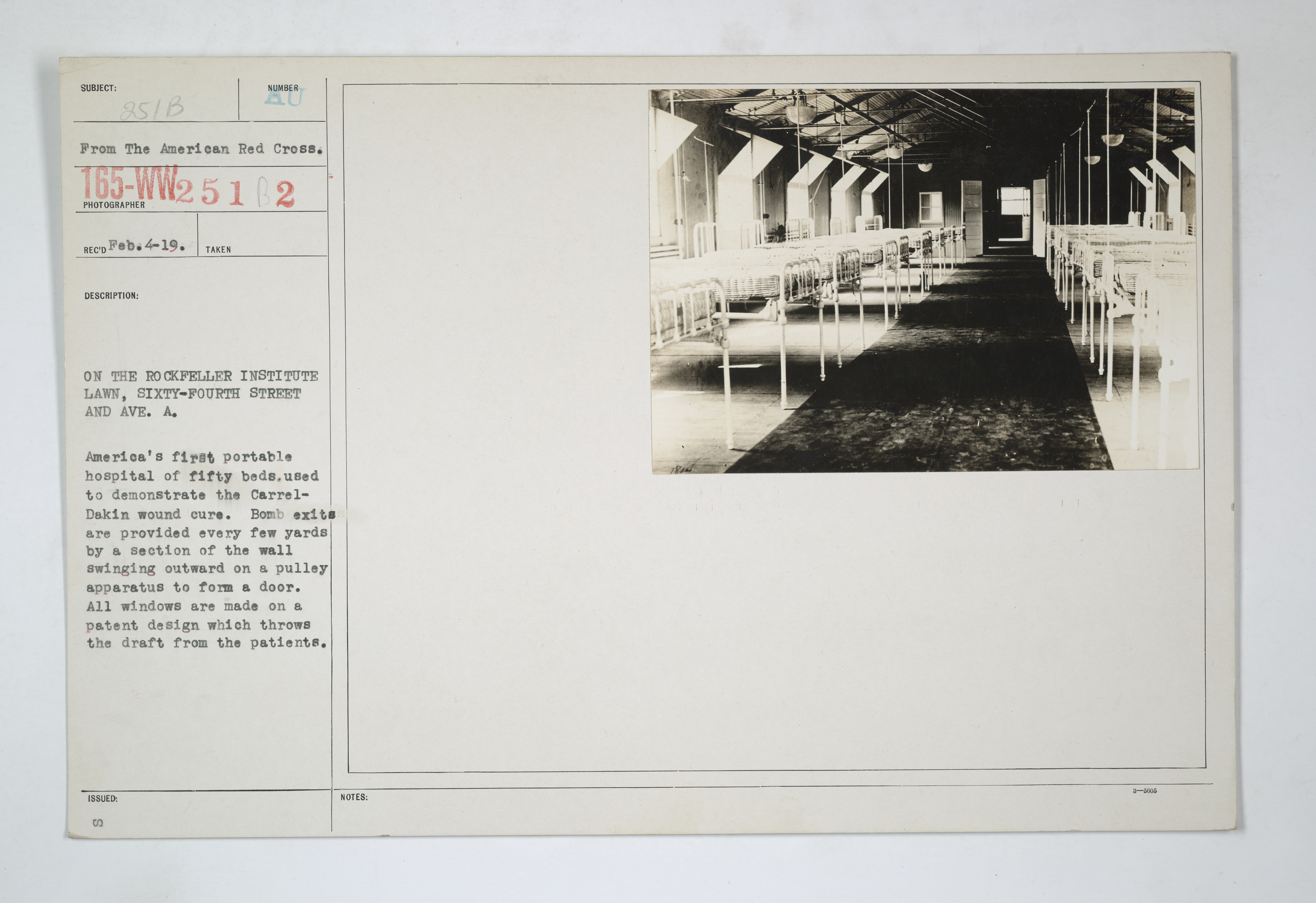
Fotografi av en avdelning av Rockefeller krigsdemonstrationsjukhus.

År 1914 flyttade Dakin tillbaka till England för att erbjuda sin tjänst med krigsinsatser. På grund av en begäran av Alexis Carrel om en kemist till Rockefeller Institute, följde han med Carrel 1916 till ett tillfälligt sjukhus i Compiègne. Där utvecklade de Carrel-Dakin-metoden för sårbehandling. Denna bestod av att periodvis befukta såret med Dakins lösning, en utspädd lösning av natriumhypoklorit (den aktiva ingrediensen i vanliga flytande blekmedelsprodukter) och borsyra. Under processen analyserade han mer än 200 tänkbara ämnen och utvecklade kvantitativa metoder för att utvärdera deras effektivitet för desinfektion och sårläkning. Lösningen används fortfarande (2013) i stor utsträckning för detta ändamål. Under första världskriget skapades Rockefeller War Demonstration Hospital (United States Army Auxiliary Hospital No. 1) delvis för att tillgodogöra Carrelen-Dakins metod: "Krigsdemonstrationsjukhuset planerades av Rockefeller Institute som en skola för att undervisa militära kirurger om principerna för och konsten av att applicera Carrel-Dakins behandling."
Efter att han gift sig med Christian Herters änka 1916 arbetade han i sitt privata laboratorium i Scarsdale, New York och hade flera nära samarbeten med andra forskare. Hans huvudsakliga arbetsfält var aminosyror och enzymer. Utvinningen av aminosyror från peptider hydrolyserade med butanol uppfanns av honom. Han var också intresserad av organisk kemi och syntes, och utformade Dakin-reaktionen och Dakin-West-reaktionen.

## Utmärkelser och hedersbetygelser
Dakin var ledamot av the Royal Society.